# ديفيد غارارد (لاعب كرة قدم أمريكية)
ديفيد غارارد (بالإنجليزية: David Garrard)‏ هو لاعب كرة قدم أمريكية أمريكي، ولد في 14 فبراير 1978 في إيست أورانج في الولايات المتحدة.

## وصلات خارجية
- ديفيد غارارد على موقع مرجع كرة القدم المحترفة.كوم (الإنجليزية)